# 2004년 한국프로야구 신인 드래프트
2004년 한국프로야구 신인선수 지명회의는 지역 연고를 바탕으로 한 '1차 지명'과 지역 연고에 상관없이 지명하는 '2차 지명'으로 이루어져 있다.

## 1차 지명
- 구단 순서는 A~Z, 가나다 순.

| 팀명          | 성명        | 출신학교                             | 포지션      | 투타        | 비고                    |
| ------------- | ----------- | ------------------------------------ | ----------- | ----------- | ----------------------- |
| KIA 타이거즈  | 김주형      | 광주동성고등학교                     | 내야수      | 우투우타    | 2003년 청소년 국가 대표 |
| LG 트윈스     | 장진용      | 배명고등학교                         | 투수        | 우투우타    |                         |
| SK 와이번스   | 박권수      | 안산공업고등학교                     | 투수        | 우투우타    |                         |
| 두산 베어스   | 김재호      | 중앙고등학교                         | 내야수      | 우투우타    | 2003년 청소년 국가 대표 |
| 롯데 자이언츠 | 장원준      | 수영초등학교-대동중학교-부산고등학교 | 투수        | 좌투좌타    |                         |
| 삼성 라이온즈 | 박석민      | 대구고등학교                         | 내야수      | 우투우타    | 2003년 청소년 국가 대표 |
| 한화 이글스   | 김창훈      | 천안북일고등학교                     | 투수        | 좌투우타    | 2003년 청소년 국가 대표 |
| 현대 유니콘스 | 지명권 없음 | 지명권 없음                          | 지명권 없음 | 지명권 없음 | 지명권 없음             |

## 2차 지명
2차 지명 구단 순서는 2002년 리그 순위의 역순으로 선수를 선발했다.
※이름에 가로줄이 그어진 것은 구단이 해당 선수에 대한 지명권을 포기했음을 의미함.
| 지명 순위 | 롯데                   | 한화                     | SK                     | 두산                 | 현대                   | KIA                    | LG                   | 삼성                   |
| --------- | ---------------------- | ------------------------ | ---------------------- | -------------------- | ---------------------- | ---------------------- | -------------------- | ---------------------- |
| 1         | 김수화 (효천고,투수)   | 송창식 (세광고,투수)     | 윤희상 (선린인고,투수) | 이원희 (부산고,투수) | 오재영 (청원고,투수)   | 이동현 (단국대,투수)   | 강창주 (동성고,투수) | 윤성환 (동의대,투수)   |
| 2         | 최대성 (부산고,투수)   | 최진행 (덕수정보고,외야) | 정우람 (경남상고,투수) | 이경민 (경동고,투수) | 박건우 (영흥고,투수)   | 박근홍 (부산고,투수)   | 이용규 (덕수고,외야) | 이정식 (경성대,포수)   |
| 3         | 강민호 (포철공고,포수) | 박노민 (대전대,포수)     | 지훈 (공주고,투수)     | 윤석민 (인창고,내야) | 이승주 (화순고,외야)   | 권희석 (진흥고,내야)   | 구인환 (동의대,내야) | 오진호 (장충고,투수)   |
| 4         | 김종성 (청주기공,내야) | 정재원 (안산공고,투수)   | 장찬 (경북고,투수)     | 남찬섭 (중앙고,투수) | 최현종 (광주일고,외야) | 이상화 (경성대,투수)   | 이시찬 (방송대,내야) | 오상준 (경북고,내야)   |
| 5         | 이정동 (덕수정보,투수) | 김용국 (청주기공,외야)   | 임훈 (신일고,내야)     | 구명환 (경북고,투수) | 김동건 (영흥고,투수)   | 김성계 (광주일고,투수) | 김수인 (배명고,투수) | 채형직 (군산상고,투수) |
| 6         | 허준혁 (용마고,투수)   |                          | 김진성 (성남서고,투수) | 김수훈 (탐라대,투수) | 박상진 (성남고,투수)   | 박강우 (성균관대,투수) | 임성민 (대구고,외야) | 정광섭 (경주고,포수)   |
| 7         | 전준우 (경주고,내야)   |                          | 김웅비 (경기고,투수)   | 오현근 (고려대,외야) | 조평호 (부천고,내야)   |                        |                      | 안태영 (선린인고,외야) |
| 8         | 김태우 (중앙고,내야)   |                          |                        | 용덕한 (동아대,포수) | 김선일 (전주고,투수)   |                        |                      | 허재인 (동아대,외야)   |
| 9         | 이동훈 (경남상고,내야) |                          | 김준 (고려대,투수)     | 김무학 (경주고,투수) | 우원식 (속초상고,투수) |                        |                      | 서홍준 (강릉고,투수)   |

## 참조
1. ↑  2016년 시즌 도중 오주원으로 개명
2. ↑  중앙대학교 진학 후 지명권 소명
3. ↑  1년 유급 후 2005년 입단
4. ↑  지명 후 건국대 진학하여 지명 포기로 소멸 후 다시 2008년 2차 2순위로 입단